# Ganden tripa

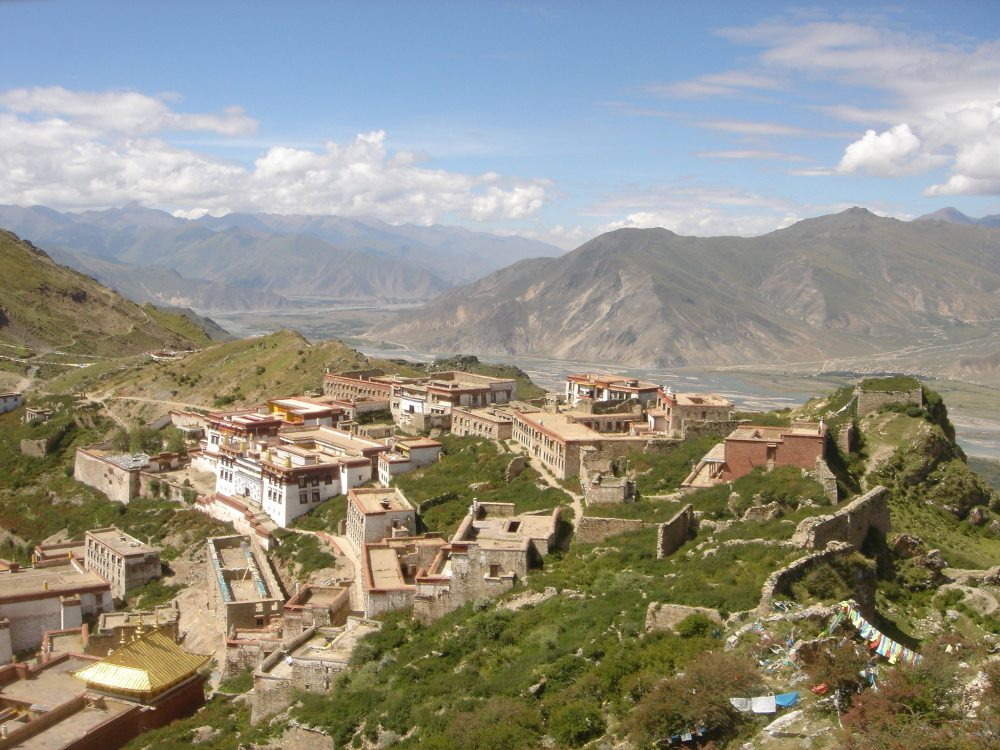
Monastère du Ganden.

Ganden tripa (« détenteur du trône de Ganden ») est le titre du chef spirituel de l’école gelugpa du bouddhisme tibétain, fondée par Tsongkhapa. Le premier Ganden Tripa, Gyaltsab Je, fut nommé par Tsongkhapa peu avant sa mort et assura la fonction jusqu'à sa propre mort, 12 ans plus tard. Un autre disciple important de Tsongkhapa, Khedrup Je, assuma la succession, avant qu'elle ne soit confiée à l'un des maîtres du Dharma d'un des deux collèges de Ganden (Shartsé ou Jangtsé) pour une durée de 5 années. C'est le ganden tripa, et non le dalaï-lama, qui est à la tête de l'école gelugpa. 
Je Tsongkhapa (1357-1419), fondateur des Gelugpa, ou son successeur, Gyaltsab Je, est considéré comme le premier ganden tripa. 
L'obtention du titre de guéshé lharampa, le plus haut degré dans la tradition geluk et un accomplissement nécessaire pour être ganden tripa. Les anciens ganden tripa sont nommés Trizur Rinpoché,. 

## Liste des Ganden Tripa

### 1–25
| #   | nom                           | données biographiques | activité      | Translittération Wylie               | autres titres                              |
| --- | ----------------------------- | --------------------- | ------------- | ------------------------------------ | ------------------------------------------ |
| 1.  | Je Tsongkhapa, Lobsang Dragpa | 1357–1419             | 1409–1419     | tsong kha pa, blo bzang grags pa     | Je Rinpoche (rje rin po che)               |
| 2.  | Dharma Rinchen (Gyaltsab Je)  | 1364–1432             | 1419–1431     | dar ma rin chen                      |                                            |
| 3.  | Khedrup Gelek Pelzang         | 1385–1438             | 1431–1438     | mkhas grub rje dge legs dpal bzang   | 1er panchen lama                           |
| 4.  | Shalu Lochen Legpa Gyeltshen  | 1375–1450             | 1438–1450     | zhwa lu lo chen legs pa rgyal mtshan | –                                          |
| 5.  | Lodrö Chökyong                | 1389–1463             | 1450–1463     | blo gros chos skyong                 | –                                          |
| 6.  | Chökyi Gyeltshen              | 1402–1473             | 1463–1473     | chos kyi rgyal mtshan                | 1er Tatsak Rinpoché (rta tshag rin po che) |
| 7.  | Lodrö Tenpa                   | 1402–1476             | 1473–1476(79) | blo gros brtan pa                    | –                                          |
| 8.  | Mönlam Legpa Lodrö            | 1414–1491             | 1480–1489     | smon lam legs pa'i blo gros          | –                                          |
| 9.  | Lobsang Nyima                 | 1439–1492             | 1490–1492     | blo bzang nyi ma                     | –                                          |
| 10. | Yeshe Sangpo                  | 1415–1498             | 1492–1498     | ye shes bzang po                     | –                                          |
| 11. | Lobsang Dragpa                | 1422/1429–1511        | 1499–1511     | blo bzang grags pa                   | –                                          |
| 12. | Jamyang Legpa Lodrö           | 1450–1530             | 1511–1516     | jam dbyangs legs pa'i blo gros       | –                                          |
| 13. | Chökyi Shenyen                | 1453–1540             | 1516–1521     | chos kyi bshes gnyen                 | Également appelé Dharmamitra               |
| 14. | Rinchen Öser                  | 1453–1540             | 1522–1528     | rin chen 'od zer                     | –                                          |
| 15. | Panchen Sonam Dragpa          | 1478–1554             | 1529–1535     | pan chen bsod nams grags pa          | (gzims khang gong ma)                      |
| 16. | Chökyong Gyatsho              | 1473–1539             | 1534–1539     | chos skyong rgya mtsho               | 4e Lab Kyabgön (lab skyabs mgon)           |
| 17. | Dorje Sangpo                  | 1491–1554             | 1539–1546     | rdo rje bzang po                     | –                                          |
| 18. | Gyeltshen Sangpo              | 1497–1548             | 1546–1548     | rgyal mtshan bzang po                | –                                          |
| 19. | Ngawang Chödrag               | 1501–1551/1552        | 1548–1552     | ngag dbang chos grags                | –                                          |
| 20. | Chödrag Sangpo                | 1493–1559             | 1552–1559     | chos grags bzang po                  | –                                          |
| 21. | Geleg Pelsang                 | 1505–1567             | 1559–1565     | dge legs dpal bzang                  | –                                          |
| 22. | Gendün Tenpa Dargye           | 1493–1568             | 1565–1568     | dge 'dun bstan pa dar rgyas          | –                                          |
| 23. | Tsheten Gyatsho               | 1520–1576             | 1568–1575     | tshe brtan rgya mtsho                | –                                          |
| 24. | Champa Gyatsho                | 1516–1590             | 1575–1582     | byams pa rgya mtsho                  | –                                          |
| 25. | Peljor Gyatsho                | 1526–1599             | 1582–?        | dpal 'byor rgya mtsho                | –                                          |

### 26–50
| #   | nom                      | données biographiques | activité            | Translittération Wylie           | autres titres        |
| --- | ------------------------ | --------------------- | ------------------- | -------------------------------- | -------------------- |
| 26. | Damchö Pelbar            | 1523/1546–1599        | 1589–1596           | dam chos dpal 'bar               | –                    |
| 27. | Sangye Rinchen           | 1540–1612             | 1596–1603           | sangs rgyas rin chen             | –                    |
| 28. | Gendün Gyeltshen         | 1532–1605/1607        | 1603–?              | dge 'dun rgyal mtshan            | –                    |
| 29. | Shenyen Dragpa           | 1545–1615             | 1607–1615           | bshes gnyen grags pa             | –                    |
| 30. | Lodrö Gyatsho            | 1546–1618             | 1615–1618           | blo gros rgya mtsho              | 5e Lab Kyabgön       |
| 31. | Damchö Pelsang           | 1546–1620             | 1618–1620           | dam chos dpal bzang              | –                    |
| 32. | Tshülthrim Chöphel       | 1561–1623             | 1620–1623           | tshul khrims chos 'phel          | –                    |
| 33. | Dragpa Gyatsho           | 1555–1627             | 1623–1627           | grags pa rgya mtsho              | –                    |
| 34. | Ngawang Chökyi Gyeltshen | 1571/1575–1625/1629   | 1623, 1627/1628(?)  | ngag dbang chos kyi rgyal mtshan | –                    |
| 35. | Könchog Chöphel          | 1573–1644             | 1626–1637           | dkon mchog chos 'phel            | –                    |
| 36. | Tendzin Legshe           | ?–1664                | 1638?               | bstan 'dzin legs bshad           | –                    |
| 37. | Gendün Rinchen Gyeltshen | 1571–1642             | 1638–1642           | dge 'dun rin chen rgyal mtshan   | –                    |
| 38. | Tenpa Gyeltshen          | ?–1647                | 1643–1647           | bstan pa rgyal mtshan            | –                    |
| 39. | Könchog Chösang          | ?–1672/1673           | 1644(?)/1648–1654   | dkon mchog chos bzang            | –                    |
| 40. | Pelden Gyeltshen         | 1601–1674             | 1651/1654/1655–1662 | dpal ldan rgyal mtshan           | –                    |
| 41. | Lobsang Gyeltshen        | 1599/1600–1672        | 1658/1662–1668      | blo bzang rgyal mtshan           | –                    |
| 42. | Lobsang Dönyö            | 1602–1678             | 1668–1675           | blo bzang don yod                | Namdak Dorje         |
| 43. | Champa Trashi            | 1618–1684             | 1675–1681           | byams pa bkra shis               | –                    |
| 44. | Ngawang Lodrö Gyatsho    | 1635–1688             | 1682–1685           | ngag dbang blo gros rgya mtsho   | –                    |
| 45. | Tshülthrim Dargye        | 1632–?                | 1685/1695–1692/1699 | tshul khrims dar rgyas           | –                    |
| 46. | Ngawang Pelsang          | 1629–1695             | ?                   | ngag dbang dpal bzang            | Chinpa Gyatsho       |
| 47. | Lobsang Chöphel          | * XVIIe siècle        | 1699–1701           | blo bzang chos 'phel             | –                    |
| 48. | Döndrub Gyatsho          | * XVIIe siècle        | 1702–1708           | don grub rgya mtsho              | Le 1er Ling Rinpoché |
| 49. | Lobsang Dargye           | * XVIIe siècle        | 1708–1715           | blo bzang dar rgyas              | –                    |
| 50. | Gendün Phüntshog         | ?–1724                | 1715–1722           | dge 'dun phun tshogs             | –                    |

### 51–75
| #   | nom                               | données biographiques | activité        | Translittération Wylie                       | autres titres                               |
| --- | --------------------------------- | --------------------- | --------------- | -------------------------------------------- | ------------------------------------------- |
| 51. | Pelden Dragpa                     | ?–1729                | 1722–1729       | dpal ldan grags pa                           | 1er Hortsang Sertri (hor tshang gser khri)  |
| 52. | Ngawang Tshephel                  | 1668–1734             | 1730–1732       | ngag dbang tshe 'phel                        | –                                           |
| 53. | Gyeltshen Sengge                  | 1678–1756             | 1732–1739       | rgyal mtshan seng ge                         | 1er Tsötritrül (gtsos khri sprul)           |
| 54. | Ngawang Chogden                   | 1677–1751             | 1739–1746       | ngag dbang mchog ldan                        | 1er Reting Rinpoché (rwa sgreng)            |
| 55. | Ngawang Namkha Sangpo             | 1690–1749/1750        | 1746–1749/1750  | ngag dbang nam mkha' bzang po                | 1er Shingsa Rinpoché (shing bza' )          |
| 56. | Lobsang Drimed                    | 1683–?                | 1750–1757       | blo bzang dri med                            | –                                           |
| 57. | Samten Phüntshog                  | 1703–1770             | 1757–1764       | bsam gtan phun tshogs                        | –                                           |
| 58. | Chakyung Ngawang Chödrag          | 1707–1778             | 1764–1778?      | bya khyung ngag dbang chos grags             | –                                           |
| 59. | Chusang Ngawang Chödrag           | 1710–1772             | 1771–1772?      | chu bzang ngag dbang chos grags              | –                                           |
| 60. | Lobsang Tenpa                     | 1725–?                | 6 Jahre         | blo bzang bstan pa                           | –                                           |
| 61. | Ngawang Tshülthrim                | 1721–1791             | 1778–1785       | ngag dbang tshul khrims                      | 1er Tshemon Ling Rinpoché (tshe smon gling) |
| 62. | Lobsang Mönlam                    | 1729–1798             | 1785–1793       | blo bzang smon lam                           | –                                           |
| 63. | Lobsang Khechog                   | 1736–1792             | 1792 (6 months) | blo bzang mkhas mchog                        | –                                           |
| 64. | Lobsang Trashi                    | 1739–1801             | 1794–1801       | blo bzang bkra shis                          | –                                           |
| 65. | Gendün Tshülthrim                 | 1744–1807             | ?               | dge 'dun tshul khrims                        | –                                           |
| 66. | Ngawang Nyandrag                  | 1746–1824             | 1807–1814       | ngag dbang snyan grags                       | –                                           |
| 67. | Jamyang Mönlam                    | 1750–1814/1817        | 1814 (3 months) | 'jam dbyangs smon lam                        | –                                           |
| 68. | Lobsang Geleg                     | 1757–1816             | 1815–1816       | blo bzang dge legs                           | –                                           |
| 69. | Changchub Chöphel                 | 1756–1838             | 1816–1822       | byang chub chos 'phel                        | Yongzin Trijang Dorje Chang                 |
| 70. | Ngawang Chöphel                   | 1760–1839             | 1822–1828       | ngag dbang chos 'phel                        |                                             |
| 71. | Yeshe Thardo                      | 1756–1829/1830        | 1829–1830       | ye shes thar 'dod                            | –                                           |
| 72. | Jampel Tshülthrim                 | * XIXe siècle         | 1831–1837       | 'jam dpal tshul khrims                       | 1er Khamlung Rinpoché khams lung            |
| 73. | Ngawang Jampel Tshülthrim Gyatsho | 1792–1862/1864        | 1837–1843       | ngag dbang 'jam dpal tshul khrims rgya mtsho | 2e Tshemon Ling                             |
| 74. | Lobsang Lhündrub                  | * XVIIIe siècle       | ?               | blo bzang lhun grub                          | –                                           |
| 75. | Ngawang Lungtog Yönten Gyatsho    | * XIXe siècle-1853?   | 1850–1853       | ngag dbang lung rtogs yon tan rgya mtsho     | 4e Ling Rinpoché                            |

### 76–102
| #    | nom                                    | données biographiques | activité       | Translittération Wylie                                   | autres titres                                  |
| ---- | -------------------------------------- | --------------------- | -------------- | -------------------------------------------------------- | ---------------------------------------------- |
| 76.  | Lobsang Khyenrab Wangchug              | ?–1872                | 1853–1870      | blo bzang mkhyen rab dbang phyug                         | –                                              |
| 77.  | Tshülthrim Dargye                      | ?                     | 1859?–1864?    | tshul khrims dar rgyas                                   | –                                              |
| 78.  | Jamyang Damchö                         | * XIXe siècle         | 1864?–1869?    | jam dbyangs dam chos                                     | –                                              |
| 79.  | Lobsang Chinpa                         | * XIXe siècle         | 1869?–1874?    | blo bzang sbyin pa                                       | –                                              |
| 80.  | Dragpa Döndrub                         | * XIXe siècle         | 1874?–1879?    | grags pa don grub                                        | –                                              |
| 81.  | Ngawang Norbu                          | * XIXe siècle         | 1879?–1884?    | ngag dbang nor bu                                        | –                                              |
| 82.  | Yeshe Chöphel                          | * XIXe siècle         | 1884?–1889?    | ye shes chos 'phel                                       | –                                              |
| 83.  | Changchub Namkha                       | * XIXe siècle         | 1889?–1894?    | byang chub nam mkha'                                     | –                                              |
| 84.  | Lobsang Tshülthrim                     | * XIXe siècle         | 1894?–1899?    | blo bzang tshul khrims                                   | –                                              |
| 85.  | Lobsang Tshülthrim Pelden              | 1839–1899/1900        | 1896–1899/1900 | blo bzang tshul khrims dpal ldan                         | Yongzin Trijang Dorje Chang                    |
| 86.  | Lobsang Gyeltshen                      | 1840–?                | 1901–1907?     | blo bzang rgyal mtshan                                   | –                                              |
| 87.  | Ngawang Lobsang Tenpe Gyeltshen        | 1844–1919             | 1907–1914      | ngag dbang blo bzang bstan pa'i rgyal mtshan             | 3e Tshemon Ling                                |
| 88.  | Khyenrab Yönten Gyatsho                | * XIXe siècle         | 1914?–1919     | mkhyen rab yon tan rgya mtsho                            | Drigungpa Khyenrab Yönten                      |
| 89.  | Lobsang Nyandrag Gyatsho               | * XIXe siècle         | 1919?–1924?    | blo bzang snyan grags rgya mtsho                         | –                                              |
| 90.  | Champa Chödrag                         | 1876–1937/1947        | 1920/1921–1926 | byams pa chos grags                                      | –                                              |
| 91.  | Lobsang Gyeltshen                      | ?–1932                | 1927–1932      | blo bzang rgyal mtshan                                   | –                                              |
| 92.  | Thubten Nyinche                        | ?–1933?               | 1933           | thub bstan nyin byed                                     | 1st gtsang pa khri sprul                       |
| 93.  | Yeshe Wangden                          | * XIXe siècle         | 1933–1939      | ye shes dbang ldan                                       | 1st mi nyag khri sprul                         |
| 94.  | Lhündrub Tsöndrü                       | ?–1949                | 1940–1946      | lhun grub brtson 'grus                                   | Shangpa Lhündrub Tsöndrü                       |
| 95.  | Trashi Tongthün                        | * XIXe siècle         | 1947–1953      | bkra shis stong thun                                     | –                                              |
| 96.  | Thubten Künga                          | 1891–1964             | 1954/1958–1964 | thub bstan kun dga                                       | –                                              |
| 97.  | Thubten Lungtog Tendzin Thrinle        | 1903–1983             | 1965–          | thub bstan lung rtogs bstan 'dzin 'phrin las             | 6e Ling Rinpoché                               |
| 98.  | Jampel Shenpen                         | 1919–1989             | 1984–1989      | 'jam dpal gzhan phan                                     | –                                              |
| 99.  | Yeshe Dönden                           | ?–1995                | ?              | ye shes don ldan                                         | –                                              |
| 100. | Lobsang Nyima Rinpoche                 | * 1928-2008           | 1995–2003      | blo bzang nyi ma                                         | –                                              |
| 101. | Khensur Lungri Namgyel                 | * 1927                | 2003–2009      | lung rig rnam rgyal                                      |                                                |
| 102. | Thubten Nyima Lungtok Tenzin Norbu     | 1928-2022             | 2009-2016      | thub bstan nyi ma lung rtogs bstan 'dzin nor bu          | Rizong Sras Rinpoché (2e ri rdzong sras sprul) |
| 103. | Jetsun Lobsang Tenzin                  | 1937-2017             | 2016-2017      | rje btsun blo bzang bstan 'dzin                          |                                                |
| 104. | Kyabje Jetsun Lobsang Tenzin Palsangpo | 1934-                 | 2017-2023      | skyabs rje rje btsun blo bzang bstan 'dzin dpal bzang po |                                                |
| 105. | Sharpa Choejé Rinpoché                 | 1937-                 | 2024           |                                                          |                                                |

Le 100e Ganden Tripa, Lobsang Nyingma Rinpoché, résida, comme le 14e dalaï-lama, à Dharamsala. 
En janvier 2003, le gouvernement tibétain en exil nomma en qualité de 101e Ganden Tripa Loungri Namgyél Rinpoché, qui enseigna le bouddhisme dans le cadre de l'association Thar Deu Ling qu'il fonda en 1980 peu après son arrivée en France.
Le 102e Ganden Tripa (depuis 2009), Thubten Nyima Lungtok Tenzin Norbu (Wylie : thub bstan nyi ma lung rtogs bstan 'dzin nor bu), aussi appelé Rizong Rinpoché du monastère de Rizong au Ladakh, fit sa première apparition publique quand le dalaï-lama offrit des prières pour quatre Tibétains exécutés à Lhassa, et pour d’autres personnes tuées dans le monde,. 
Le 103e Ganden Tripa est Jetsun Lobsang Tenzin (en) (2017-).